# Oxygène Part IV
《Oxygène (Part IV)》는 Oxygène의 싱글이다. 1977년 2월 4일에 3위에 올라 24주간 머물렀다.

## 개요
1977년 Europe 1에서 장루 라퐁이 진행하는 히트 퍼레이드와 농구 방송의 여는 곡에 사용하고 나서 대중화되었다. 표지는 지구 그림 외에 농구화가 도안된 음반이 있는데, Lafont의 f를 2개로 오식한 것도 포함한다. Antenne 2에서 장-피에르 엘카바슈가 소개하는 텔레비전 뉴스에도 사용하였다. CD는 1977년 새 마스터 30주년 기념 음반에서 선곡한 라디오 에디트판으로 수록하였다.

## 배경
사실 오늘날 수많은 예술가들이 재구성하여 전자 음악 대중명곡으로 남은 거션 킹슬리(Gershon Kingsley)의 유명한 팝콘(Popcorn) 주제에서 실마리를 찾아 히트를 의식하지 않고 하룻 밤 만에 작곡하였다.
친구에게 A4 즉 동부 고속도로 확장 관련 광고 음악 작곡 의뢰를 받고 손수 편곡까지 끝내어 결국 Oxygène이 되는 모형을 제시하였다. 작곡할 당시 의도는 승차 중에 시야를 고정하기 위함이 극명하였다. 이 기획은 초안에 광고주가 관심을 갖고 몇 달 동안 라디오 방송을 탈 것이라고 예상하지 않았다.

## 비디오
1. 당시 시각 기준의 화면 삽입 효과에 따라 분할되어 각자 돌아앉아 키보드를 연주하는 모습이 동시에 나타난다. 끝날 무렵에는 그의 얼굴이 두개골 지구 속으로 통합한다.[5]
2. 네덜란드 톱폽(Toppop)쇼에서의 연주 모습으로 곡이 시작할 때 대형 막이 음악가와 악기들 위로 올라간다. 음악과 영상은 때때로 동기화되지 않는다. 무표정한 얼굴을 한 채 ARP에서 RMI 신시사이저로 편안하게 이동한다.[5]
3. 빙산 위에서 펭귄떼 모습이다. 끝에 'Oxygène ?' 문구는 인간과 자연의 생태학적 위험에 대한 인식을 깨닫도록 경각심을 심어준다. 1989년에 공개되어 1991년 VHS 컴필레이션 《Images》에 수록되어 있다.[5]
4. 2007년 Oxygène 새 녹음은 펭귄떼를 경의 표시로 상기시켜 주었다. 단, 기후 변화로 촬영이 어려워지자 첨단 기술 효과로 재현하였다.[5]
5. 2008년 그랜드 테프트 오토 IV 비디오 게임 내 'The Journey' 라디오 방송국 사운드트랙에 삽입되었다.[5]

## 수록곡
| #  | 제목                | 작곡        | 연주        | 재생 시간 |
| -- | ------------------- | ----------- | ----------- | --------- |
| 1. | 〈Oxygène Part IV〉 | 장미셸 자르 | 장미셸 자르 | 3:30      |

| #  | 제목                | 작곡        | 연주        | 재생 시간 |
| -- | ------------------- | ----------- | ----------- | --------- |
| 1. | 〈Oxygène Part VI〉 | 장미셸 자르 | 장미셸 자르 | 4:30      |

## 차트 및 인증
| 순위 (1977)                        | 최고 순위 |
| ---------------------------------- | --------- |
| 프랑스 (프랑스 음반 협회)          | 3         |
| 영국 (오피셜 차트 컴퍼니)          | 4         |
| 독일 (GfK 엔터테인먼트 차트)       | 16        |
| 네덜란드 (메하하르츠)              | 3         |
| 벨기에 (울트라톱)                  | 3         |
| 뉴질랜드 (리코디드 뮤직 NZ)        | 6         |
| 아일랜드 (아일랜드 음반 산업 협회) | 7         |
| 스페인 (푸로무시카에)              | 1         |

| 국가                       | 인증 | 판매량/출하량 |
| -------------------------- | ---- | ------------- |
| 영국 (BPI)                 | 실버 | 250,000^      |
| ^출하량을 기반으로 한 인증 |      |               |